# Asparagus densiflorus
Asparagus densiflorus é uma espécie da planta da família Asparagaceae e do gênero botânico Asparagus.
Conhecida como Aspargo pluma ou Aspargo rabo de gato.
Essa espécie é nativa da África do Sul, que é frequentemente utilizado como uma planta ornamental.